# Tilloy-Floriville
Tilloy-Floriville – miejscowość i gmina we Francji, w regionie Hauts-de-France, w departamencie Somma.
Według danych na rok 2011 gminę zamieszkiwało 390 osób, a gęstość zaludnienia wynosiła 48 osób/km² (wśród 2293 gmin Pikardii Tilloy-Floriville plasuje się na 667. miejscu pod względem liczby ludności, natomiast pod względem powierzchni na miejscu 595.).